# Patrick Fabian
Patrick Fabian (Pittsburgh, 7 de dezembro de 1964) é um ator norte-americano, conhecido pela sua participação em Better Call Saul.
Além de inúmeras participações em seriados,, protagonizou também, em 2010, o filme O Último Exorcismo.